# 李春波
李春波（1968年11月12日—），華語樂壇原创歌手，词曲作家，导演。籍贯辽宁沈阳市，汉族。他的《小芳》、《一封家书》两張唱片的銷量超過300萬，單是《小芳》半年内便已超過100萬。1993年被媒体称为「小芳年」、「李春波年」。1994年荣获中国唱片最高奖金唱片奖和中国流行音乐——94风云人物奖。1995年为上海电视台电视连续剧《孽债》创作并演唱的主题曲《谁能告诉我 》、《哪里有我的家》深受好评，被多家媒体称其为「知青代言人」。2013年新歌《火车站》掀起城市民谣热。2014年发表民谣歌曲《姐姐》回归中国原创歌坛。2015年1月22日，推出历时三年，耗资数百万打造的专辑《岁月》。

## 生平

### 早年
李春波小时候非常喜爱音乐，少年时在文化宫学习二胡，也在少年宫合唱队担任领唱。父母是解放前入党的老党员，二个姐姐、二个哥哥都是当年的知青，姐姐用她第一个月的工资给他买了把吉他，从此与吉他结下了不解之缘。曾在海政文工团任乐手、深圳艺术团任乐队队长、贝司手、艺术总监。

### 演艺经历
1993年李春波凭借自己原创歌曲《小芳》红遍全国，并摘取全国各地排行榜冠军。获93年度全国十大最受欢迎男歌手奖，被评为广州地区十大新闻人物。
1993年中央电视台《东方时空金曲榜》演唱金曲《小芳》。
1994年凭借《一封家书》更巩固其在歌坛的地位，获94年度全国十大最受欢迎男歌手奖，同时荣获中国唱片最高奖《金唱片》奖和中国流行音乐——「94风云人物奖」。
1995年李春波为上海电视台，20集电视剧《孽债》创作并演唱的主题曲《谁能告诉我》、《哪里有我的家》深受好评，同时被多家媒体称其为「民谣教父」。
1996年悄然进入北京电影学院导演系研修深造，主攻导演专业。
1998年加盟索尼唱片公司，发行专辑《贫穷与富有》。
1998年在知青题材的话剧《都有一颗红亮的心》中的表演好评如潮。
1999年演出的第二部话剧《爱情事故》中出演男主角——陆地，深受观众喜爱及专家的好评。
2001年执导电影《女孩别哭》获得好评。
2007年6月17日参加「世纪经典———广东流行音乐三十周年大型颁奖典礼」。
2008年12月13日参加CCTV-3歌声飘过30年—百首金曲演唱会第三场：缤纷满园演唱《小芳》。
2009年参加北京卫视《五星夜话》栏目制作的大型晚会《与共和国同行――知青四十年大聚首》。
2010年1月再次为电视剧《孽债2》献唱主题曲《谁能告诉我》。
2011年拍摄电视剧《小芳》，担任导演和编剧。
2012年3000集大型儿童系列情景剧《成长不烦恼》出任音乐总监。
2012年1月参加“2012广东卫视春节联欢晚会”演唱《一封家书》、《楼兰新娘》。
2012年5月山东卫视《歌声传奇》「五四青年节」特辑向「传奇的青春致敬」，与林志颖、汪峰等同台演出。
2012年5月中央电视台《中华情》演唱《小芳》。
2012年6月山东卫视《端午南来风》演唱《一封家书》。
2013年3月24日发表新歌《火车站》掀起「城市民谣」热。
2014年2月湖南卫视元宵喜乐会中演唱《小芳》，观众直呼：“太久违的声音，太久违的小芳，太久违的李春波，”。
2014年5月4日，李春波发表微博称方大同新作《小方》照抄《小芳》、文章导演的《小爸爸》剧中未经授权便使用自己创作演唱的《呼儿嘿哟》。5日《小爸爸》剧组向李春波致歉：愿承担后续责任。
2014年7月2日 发表民谣歌曲《姐姐》回归中国原创歌坛。
2014年7月12日李春波携《姐姐》参加CCTV-15《全球中文音乐榜上榜》直播节目。据悉，新歌《姐姐》已经走出国门，在美国华人区引起了一片轩然大波。
2014年9月2日李春波再度推出新歌，据悉《迁户口》是献给二千万“知识青年”以及“知青二代”的歌曲。
2015年參加《蒙面歌王》，在第五集自行“勇敢揭面”而示意退賽，因為十幾年前，發現頸部有兩顆囊腫。當天也跟相識二十多年的王紅現場求婚。

## 作品

### 影视剧
| 首播年份 | 剧名                    | 角色       |
| -------- | ----------------------- | ---------- |
| 1998年   | 都有一颗红亮的心 (话剧) | 主演       |
| 1999年   | 爱情事故(话剧)          | 主演       |
| 2001年   | 女孩别哭(电影)          | 导演、编剧 |
| 2006年   | 成长不烦恼 (电视剧)     | 音乐总监   |

### 专辑
| #   | 專輯資料                 | 發行日期      | 發行公司         | 語言 | 銷 量     | 曲 目 |
| --- | ------------------------ | ------------- | ---------------- | ---- | --------- | --- |
| 1st | 第一張專輯《小芳》       | 1993年1月1日  | 中国唱片广州公司 | 国语 | 约600万张 | 曲目 1. 小芳 2. 真想告诉你你是我的全部 3. 知识青年 4. 想来想去 5. 天上飘着雨 6. 冲动 7. 你我都没错 8. 不必挽留 9. 美丽的时光 10. 小芳（伴奏音乐）   |
| 2st | 第二張專輯《一封家书》   | 1994年1月1日  | 中国唱片广州公司 | 国语 | 约500万张 | 曲目 1. 一封家书 2. 塞车 3. 何日相见 4. 感慨 5. 这种心情 6. 骄傲的骆驼 7. 繁闹大都市 8. 圈里圈外 9. 呼儿嘿哟                                        |
| 3st | 第三張專輯《谁能告诉我》 | 1995年6月21日 | 中国唱片广州公司 | 国语 | 约200万张 | 曲目 1. 谁能告诉我 2. 哪里有我的家 3. 摇太阳 4. 轻轻的海风我的心 5. 灯火阑珊处有你 6. 再一次入梦 7. 落花的夜 8. 爱你心里一片空白 9. 两情依依        |
| 4st | 第四張專輯《贫穷与富有》 | 1998年1月1日  | 索尼声像         | 国语 | 約50万张  | 曲目 1. 保持沉默 2. 友谊 3. 天生我材必有用 4. 别拿爱情当儿戏 5. 说走就走 6. 贫穷与富有 7. 一生一世 8. 我爸 9. 做男人很累 10. 现在的我               |
| 5st | 第五張專輯《楼兰新娘》   | 2004年6月28日 | 天艺音像         | 国语 | 約30萬張  | 曲目 1. 楼兰新娘 2. 爱上你的样子 3. 转来转去 4. 边走边唱 5. 咿哟咿哟 6. 小桃红 7. 一生一世 8. 贫穷与富有 9. 友谊 10. 谁能告诉我 11. 小芳            |
| 6st | 第六張專輯《歲月》       | 2015年1月22日 | 中国唱片上海公司 | 国语 | 暂未统计  | 曲目 1. 岁月 2. 姐姐 3. 迁户口 4. 火车站 5. 老伴 6. 等到满山红叶时 7. 等俺有钱了 8. 一封家书（美国乡村版） 9. 迁户口（激情版） 10. 岁月（管弦乐版） |

### 單曲
| 專輯類型 | 專輯名稱                       | 發行或發表日期        | 單曲名稱     |
| 單曲     | 小芳                           | 1993年1月1日（广州）  | 小芳         |
| 單曲     | 一封家书                       | 1994年1月1日（广州）  | 一封家书     |
| 單曲     | 孽债1、2部电视剧主题曲         | 1995年6月21日（上海） | 谁能告诉我   |
| 單曲     | 孽债1、2部电视剧片尾曲         | 1995年6月21日（上海） | 哪里有我的家 |
| 單曲     | 中国春运回家的情景             | 2013年3月24日（北京） | 火车站       |
| 單曲     | 响应号召、呼吁亲情感恩         | 2014年7月2日（北京）  | 姐姐         |
| 單曲     | 献给二千万知识青年及“知青二代” | 2014年9月2日（北京）  | 迁户口       |

## 綜藝節目
- 2015年 蒙面歌王 (中国)

## 獎項
| 年份 | 頒獎典禮                                      | 獎項                   | 歌曲                    |  |
| ---- | --------------------------------------------- | ---------------------- | ----------------------- |  |
| 1993 | 93年度中国十大金曲奖                          | 第1名                  | 小芳                    |  |
| 1993 | 93年度中国十大金曲奖                          | 93年度新人奖           | 小芳                    |  |
| 1993 | 93年度广州地区十大新闻人物评选活动            | 十大新闻人物奖         | 小芳                    |  |
| 1993 | 「群星耀东方」第一届十大金曲奖                | 93年度金曲奖           | 小芳                    |  |
| 1993 | 93年度原创十大金曲「爱人杯」                  | 最受歡迎男歌手奖       | 小芳                    |  |
| 1993 | 第六届广东创作歌曲「健牌」大奖赛              | 十大金曲奖             | 小芳                    |  |
| 1993 | 93流行歌坛新人榜第一届上榜歌手                | 第1名                  | 小芳                    |  |
| 1993 | 93流行歌坛新人榜第二届上榜歌手                | 第1名                  | 小芳                    |  |
| 1993 | 93年度广州新音乐十大金曲奖第一季度            | 年度金曲奖             | 小芳                    |  |
| 1993 | 93年度广州新音乐十大金曲奖第一季度            | 最具创意奖             | 小芳                    |  |
| 1993 | 93年度广州新音乐十大金曲奖第一季度            | 十大金曲奖             | 小芳                    |  |
| 1993 | 93年度广州新音乐十大金曲奖第一季度            | 十大金曲奖             | 真想告诉你 你是我的全部 |  |
| 1993 | 93年度广州新音乐十大金曲奖第一季度            | 十大金曲奖             | 现在的我                |  |
| 1993 | 93年度广州新音乐十大金曲奖第二季度            | 十大金曲奖             | 天上飘着雨              |  |
| 1994 | 「94斯巴露金曲」大陆原创歌曲评选              | 原创歌曲演唱奖         | 一封家书                |  |
| 1994 | 中国流行音乐-94风云人物评选                   | 特殊贡献奖             | 一封家书                |  |
| 1994 | 全国（含港台地区）                            | 十大最受欢迎歌手奖     | 一封家书                |  |
| 1994 | 94中国风云音乐流行榜                          | 十大金曲奖             | 一封家书                |  |
| 1995 | 「95斯巴露金曲」原创歌曲评选                  | 最佳贡献奖             | 谁能告诉我              |  |
| 1995 | 95年度流行金曲榜                              | 原创金曲奖             | 谁能告我                |  |
| 1995 | 中国唱片最高奖                                | 金唱片奖               | 小芳                    |  |
| 1997 | 「石头音乐大赏」原创九七-广东歌坛优秀歌手评选 | 优秀歌手奖             |                         |  |
| 1997 | 97真情献八运-著名歌手公益晚会活动             | 奉献纪念奖             |                         |  |
| 1998 | 98年度中国原创歌曲评选                        | 最佳创作奖             |                         |  |
| 1998 | 中国流行歌坛十年成就奖评选「1986-1996」       | 十年成就奖             |                         |  |
| 1998 | 全国流行音乐盛典1978-2008                     | 年度金曲奖             |                         |  |
| 2012 | 广东流行音乐三十五周年庆典评选                | 广东乐坛歌手杰出贡献奖 |                         |  |
| 2012 | 广东流行音乐三十五周年庆典评选                | 三十五首广东原创金曲奖 | 小芳                    |  |

## 综合评价

### 人物评价
像李春波这样的音乐人，几年不出专辑，也不会被人淡忘 。做为一位创作歌手，「中国民谣教父」。他的作品和演唱极具人文气质和一种充满人性的美，质朴、清新，亲切、平和。他拥有众多的听众和歌迷，更难得的是他被各种生活层面的人们由衷地接受，也深深地影响了一代人的审美趣味。

### 媒体评价
李春波作为叱咤乐坛的民谣领军人物之一。从《小芳》到《一封家书》，从《呼儿嘿哟》到《火车站》，李春波的歌曲一直都那么动听，既不盛气凌人，也不虚张声势，而只是这么悄悄地用音乐袭击我们的耳朵，进入我们的心里，震撼我们的灵魂。对于很多寻找梦想，在城市的各个角落、写字楼、高速路边匆匆而行的异乡过客而言，他的歌声总是能一击即中，轻易地就触动这些人的心。

### 唱片评价
著名音乐人李广平曾有如下评述：“如果说1986年崔健的《一无所有》之后中国歌坛不再“一无所有”，让中国人知道了摇滚的力量；那么，1992年李春波的《小芳》，让我们感受到了民谣的魅力。毫无疑问，李春波的《小芳》成就了中国原创歌坛的一段传奇：他的歌曲简洁明晰直击人心，他以城市民谣的创作风格，启发了无数吉他青年的梦想，拿起吉他唱出心中的旋律，给文学的诗句插上翅膀；成就了中国流行歌坛最经典的传奇 。
著名乐评人金兆钧更是以“春波体再度来袭”给予了极大的关注和肯定，他说“从歌名上看倒可以排成人生之路的写照——《岁月》从小说到大，《姐姐》回忆少时亲情与牵挂，《迁户口》追溯不堪回事的一段大历史，《火车站》写当今人流大迁徙的芸芸众生，《等俺有钱了》来段穷人找乐，《老伴》写出日子真情，《等到满山红叶时》则是情爱一生的回首和怅惘。不管李春波是否有意为之，但不平常心写平常事确实延续了20多年来的“春波体” 。
乐评人邢大军评价：简单的李春波，不简单的《岁月》 。从《小芳》、《一封家书》到《岁月》，时隔二十年，总有些事物在改变，例如专辑套封上的容颜，例如被旋律和节奏环绕的声线。但可喜的是，总有些事物没变，那就是：简单的李春波，不简单的《岁月》。

## 维权事件
2014年5月4日，李春波在微博上给版权总局写公开信，指责文章自导自演的《小爸爸》侵权，剧中大量使用自己创作演唱的《呼儿嘿哟》。
2014年5月5日，《小爸爸》片方发表声明承认疏漏失职，表示将弥补过失。随后李春波微博透露文章已发短信道歉：“各位亲！公开信发出以后受到社会各界的关注和支持，在此万分感谢！目前我已经收到文章同学本人的短信，态度积极、诚恳的表达了歉意，并表示将会与有关部门协商赔偿事宜。再次谢谢大家！ 李春波 。” 
2014年5月15日中午11点50分，李春波在微博发文称已正式起诉方大同侵权，在诉讼声明中，李春波斥责方大同及其公司金牌大风没有诚意，唯有启动法律程序来捍卫版权。  
2014年5月19日，金牌大风特意召开《小方》作品改编授权事宜的说明会，专业解说《小方》取得版权全过程，并表示如其间有工作失误，愿意采取补救措施并承担相应法律责任。